# Žesťový nástroj

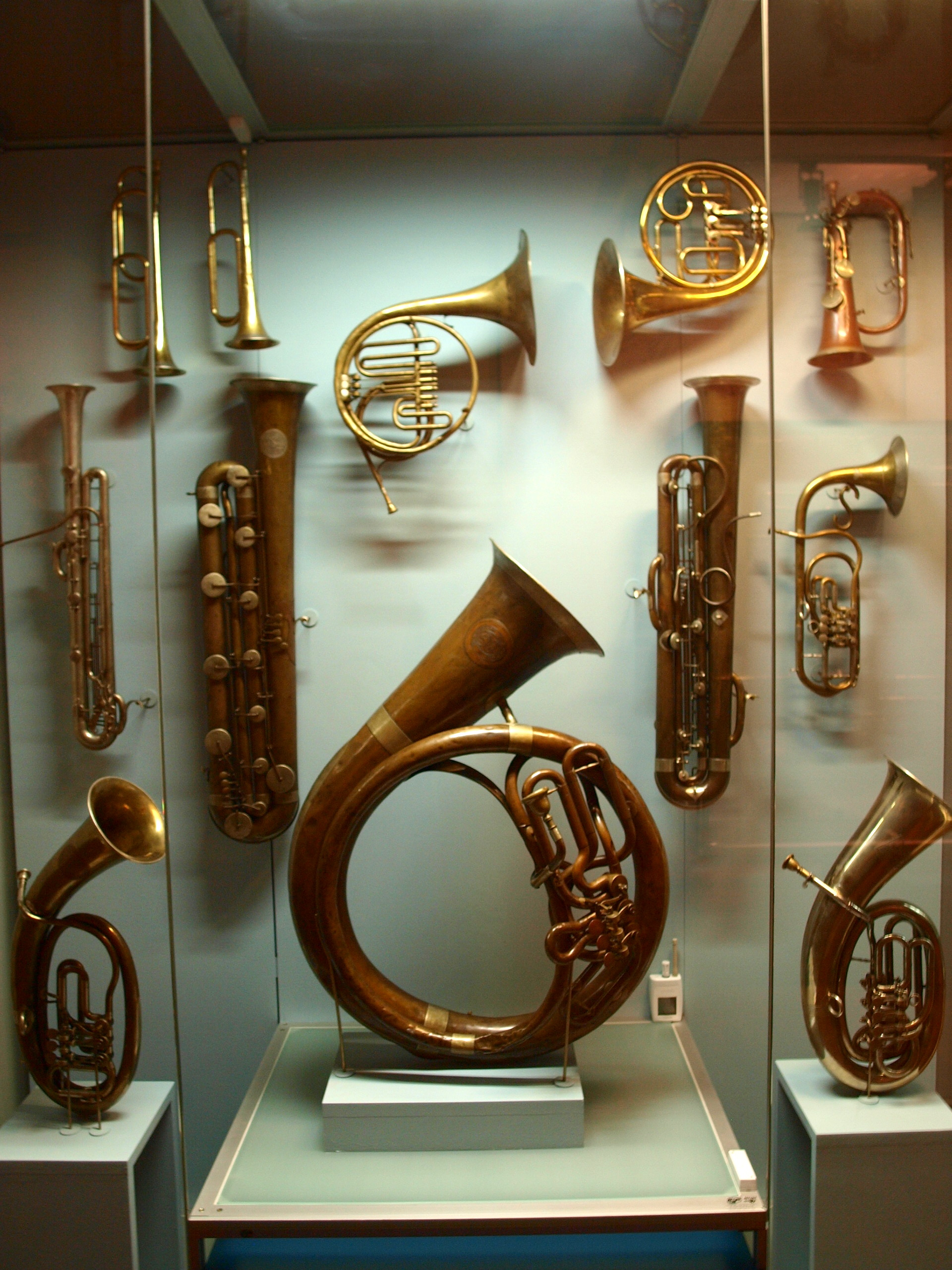
Žesťové nástroje ve sbírce Českého muzea hudby v Praze

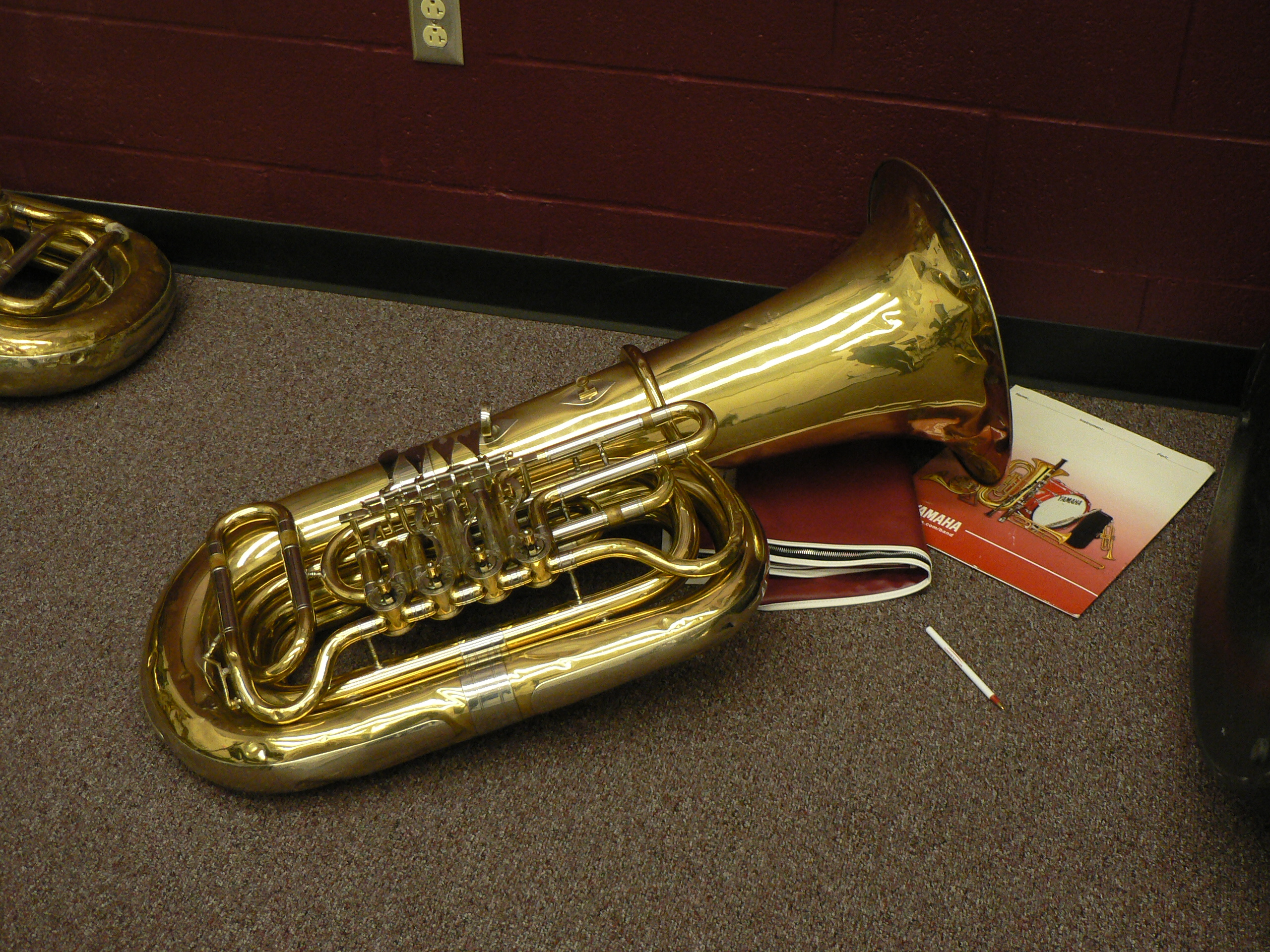
Tuba

Žesťový nástroj (někdy též plechový nástroj, nebo též hovorově jen žestě, či plechy) je dechový hudební nástroj (aerofon) obvykle vyrobený z mosazného plechu. Tón vzniká pomocí rtů hráče v nátrubku (náustku) nasazeném na nástroj a je následně zesílen rozechvěním sloupce vzduchu.

## Dělení nástrojů
Žesťové dechové nástroje se dělí do dvou základních skupin podle mechaniky ladění na ventilové nebo pístové[zdroj?]. Mezi žesťové nástroje patří:
- křídlovka
- baskřídlovka
- piccolo trubka
- kapesní trubka
- basová trubka
- barokní trubka
- lesní roh
- melafon
- eufonium
- tuba
- pozoun (trombon)
- barokní pozoun
- suzafon
- alpský roh
- kornon

ventilové / klapkové
- heligón
- bombardón

pístové
- trubka
- kornet

Mezi žesťové/plechové nástroje se řadí i některé nástroje, které ve skutečnosti nejsou plechové, například cink nebo vuvuzela. Naopak se sem neřadí saxofon, který je sice plechový, ale tvorba tónu probíhá na jazýčku saxofonu. Stejně tak příčné flétny či pikoly bývají vyrobené z plechu, řadí se mezi dřevěné dechové nástroje.

## Etymologie
Pojmenování pro tuto skupinu hudebních nástrojů bylo přejato Josefem Jungmannem z ruského žesť "plech". Do ruštiny byl výraz pravděpodobně přejat z tatarštiny či mongolštiny – srov. kazašské džez "žlutá měď, plech", tat. džiz tv., starouzbecké čas "plech, bronz", mong. džes "měď, mosaz"   .

## Výška tónu
Na žesťové nástroje je možné zahrát řadu alikvotních tónů (takzvanou přirozenou tónovou řadu), které se určují napětím rtů při tvorbě tónu. Jemnější rozčlenění hraných tónů se provádí změnou délky nástroje. Nástroj je v principu dutá trubka, nejběžnějším způsobem změny její délky je zařazování odboček. K tomu slouží ventilová nebo pístová mechanika. Odbočky bývají obvykle 3-4, jejich délka je volena tak, aby se jejich zařazením snížila výška tónu o půltón (druhá klapka), tón (první klapka), jeden a půl tónu (třetí klapka), dva půl tónu (čtvrtá klapka, která ale existuje jen u některých typů nástrojů), nebo součet některé kombinace předchozích hodnot.
Jiný způsob je zvolen u snižcového pozounu, kde je délka nástroje měněna pomocí dvojice posuvných dílů, vložených do sebe. Zde je možné výšku tónu měnit v určitých intervalech spojitě.

## Použití vhudbě
Žesťové hudební nástroje se samozřejmě běžné používají jak v oblasti vážné (artificiální) hudby i tak i v oboru populární hudby resp. popmusic. V populární hudbě doznaly velkého využití zejména v oblasti klasické taneční hudby (tzv. střední proud), dále pak i v oblasti lidové dechové hudby (např. česká lidovka). Velmi významnou roli hrají také v jazzové hudbě. Zejména v jazzu se někdy používají tzv. dusítka (sordiny), kdy hráč rukou uměle přidušuje resp. tlumí proud vzduchu vycházející ven z nástroje (v počátcích americké jazzové hudby se k tomuto účelu používaly např. pryžové instalatérské zvony).

## Výrobci

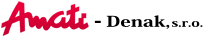
Logo firmy Amati-DeNaK Kraslice

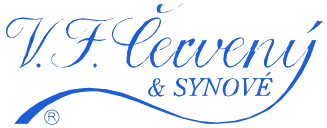
Logo firmy V. F. Červený & synové

Mezi nejvýznamnější výrobce žesťových dechových nástrojů patřili čeští výrobci již v době Rakouského, později rakousko-uherského císařství. Roku 1842 založená firma V. F. Červený & synové v Hradci Králové patřila mezi nejvýznamnější výrobce (dodali nástroje pro ruskou carskou armádu).
Mezi tři současné největší světové výrobce patří rovněž česká firma Amati-DeNaK (DeNaK je zkratkou slov Dechové nástroje Kraslice) se sídlem v Kraslicích, tradiční královéhradecká značka V. F. Červený & synové je součástí portfolia firmy Amati-DeNaK.
Dalším velkým výrobcem je např. japonská firma Yamaha.